# Loupiac, Gironde
Loupiac är en kommun i departementet Gironde i regionen Nouvelle-Aquitaine i sydvästra Frankrike. Kommunen ligger i kantonen Cadillac som tillhör arrondissementet Langon. År 2022 hade Loupiac 1 087 invånare.

## Befolkningsutveckling
Antalet invånare i kommunen Loupiac
Referens:INSEE